# 미국군축청

미국군축청(Arms Control and Disarmament Agency, ACDA)은 1961년부터 1999년까지 존재했던 미국 정부의 독립된 기관이었다. 임무는 효율적인 무기 통제, 비확산, 군축 정책, 전략, 동의를 공식화하고 후원하고 협상하고 구현하고 확인함으로써 미국의 안보를 강화하는 것이었다.